# Orquestra Sinfônica de Huntsville
A Orquestra Sinfônica de Huntsville (em inglês:  Huntsville Symphony Orchestra) é uma orquestra sinfônica baseada em Huntsville, Alabama, Estados Unidos. O atual maestro é Carlos Miguel Prieto, o filho do renomado celista Carlos Prieto. Ele comanda a orquestra desde a temporada de 2003/4.

## História
A orquestra foi fundada por Arthur Fraser e Alvin Dreger como resposta à chegada de Wernher von Braun e sua equipe de cientistas. Fraser foi o primeiro maestro da orquestra, servindo de 1954 até 1959. A chamada Orquestra Cívica de Huntsville teve seu concerto inaugural dia 13 de Dezembro de 1955.
De 1959 até 1971, Russell Gerhart foi o maestro. Em Junho de 1968 a orquestra mudou seu nome para Orquestra Sinfônica de Huntsville. 
Marx Pales serviu como maestro de 1971 a 1988, sob seu comando a orquestra recebeu inúmeros prêmios da Sociedade de Compositores Americanos, pelos programas apresentados, em 1972 e 1975.
O estoniano Taavo Virkhaus serviu como maestro da sinfônica de 1989 até 2003. No seu mandato, o mundialmente renomado violinista Itzhak Perlman apresentou-se com a orquestra, no aniversário de gala de 40 anos da orquestra. No dia 26 de Fevereiro de 2005 o celista Yo-Yo Ma apresentou-se com a orquestra, no aniversário de gala de 50 anos da orquestra.